# Djeddah Koira Mè
Djeddah Koira Mè (auch: Kouara-Mè, Kouaramé) ist ein Stadtviertel (französisch: quartier) im Arrondissement Niamey II der Stadt Niamey in Niger.

## Geographie

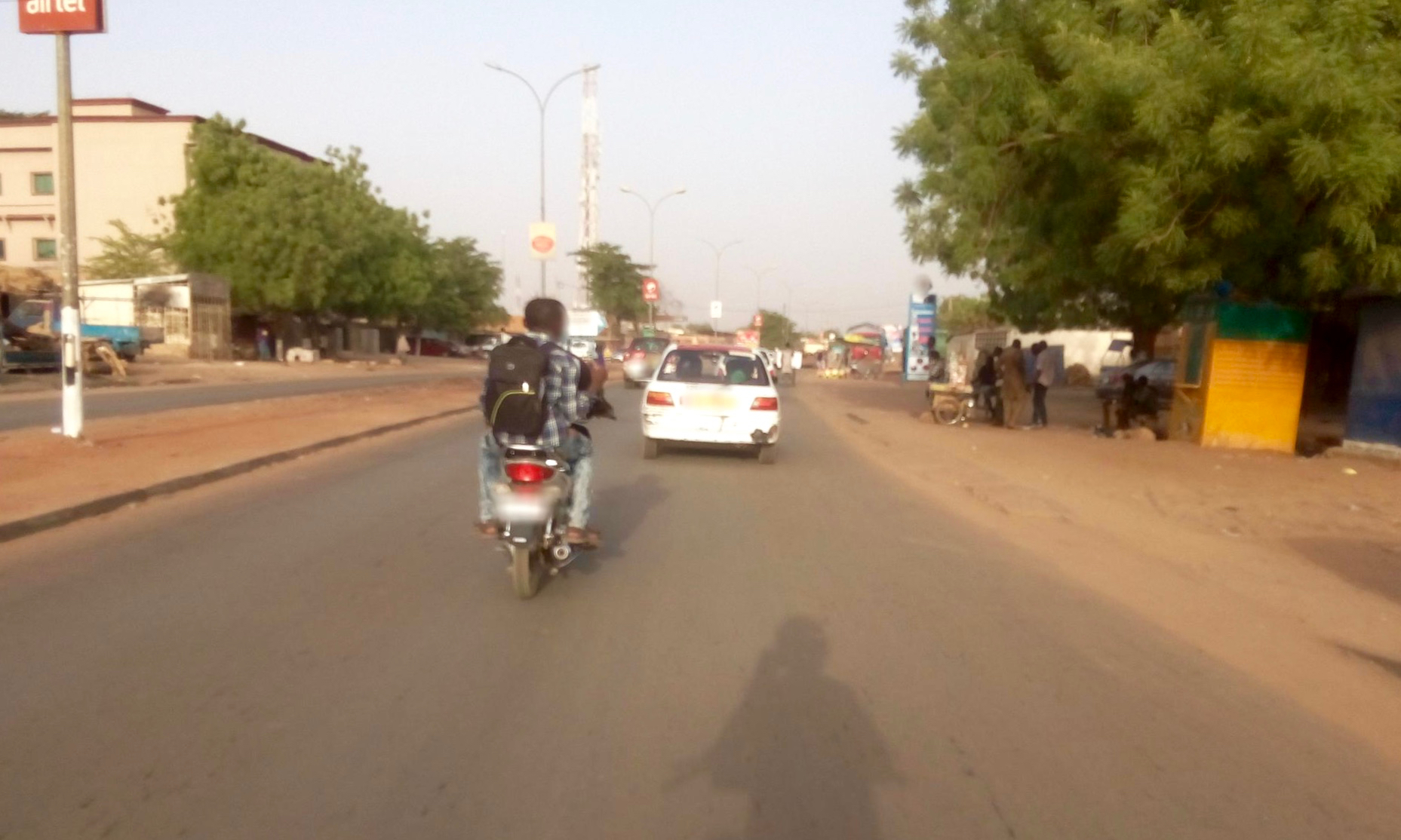
Der Boulevard Mali Béro an der Grenze zwischen den Stadtvierteln Djeddah Koira Mè, hier auf der linken Seite, und Boukoki II, hier auf der rechten Seite (2018)

Djeddah Koira Mè befindet sich im Norden des urbanen Gemeindegebiets von Niamey. Die angrenzenden Stadtviertel sind Banifandou I im Norden, Couronne Nord im Osten, Boukoki II im Süden und Tourakou im Westen. Das Stadtviertel liegt wie der gesamte Norden von Niamey in einem Tafelland mit einer weniger als 2,5 Meter tiefen Sandschicht, wodurch nur eine begrenzte Einsickerung möglich ist.
Das Standardschema für Straßennamen in Djeddah Koira Mè ist Rue KM 1, wobei auf das französische Rue für Straße das Kürzel KM für Koira Mè und zuletzt eine Nummer folgt. Dies geht auf ein Projekt zur Straßenbenennung in Niamey aus dem Jahr 2002 zurück, bei dem die Stadt in 44 Zonen mit jeweils eigenen Buchstabenkürzeln eingeteilt wurde. Diese Zonen decken sich nicht zwangsläufig mit den administrativen Grenzen der namensgebenden Stadtteile. So wird das Schema Rue KM 1 nicht nur in Djeddah Koira Mè, sondern auch in Tourakou angewendet.

## Geschichte
Bis in die 1970er Jahre gab es hier nur vereinzelt Gebäude. Das Gebiet war von baumlosen Äckern geprägt. Dann wurde hier ein Wohnviertel für die Mittelschicht errichtet.

## Bevölkerung
Bei der Volkszählung 2012 hatte Djeddah Koira Mè 5931 Einwohner, die in 893 Haushalten lebten. Bei der Volkszählung 2001 betrug die Einwohnerzahl 15.637 in 2511 Haushalten und bei der Volkszählung 1988 belief sich die Einwohnerzahl auf 2944 in 519 Haushalten.

## Infrastruktur
Die öffentliche Grundschule Ecole primaire de Koira Mè wurde 1988 gegründet. Das Institut Privé de Santé Publique (IPSP) bietet Ausbildungen im Gesundheitswesen an.